# Jurka vas
Jurka vas este o localitate din comuna Straža, Slovenia, cu o populație de 162 de locuitori.